# Атанасиос Филактос
Атанасиос Филактос (на гръцки: Αθανάσιος Φυλακτός) e гръцки революционер, деец на Гръцката въоръжена пропаганда в Македония.

## Биография
Атанасиос Филактос е роден в 1859 година в българо-влашкото сярско градче Долна Джумая. Учи в родното си градче и в училището на Серския образователен силогос в Сяр. Получава стипендията на Константинос Белиос и завършва Философския факултет на Атинския университет в 1881 година, а в 1883 година пак оттам получава докторска степен. Продължава образованието си в Мюнхенския и Лайпцигския университет.
В продължение на 40 години е гръцки учител в Тракия, Македония и Епир, в Пловдив, Кипър и Атина. От 1881 до 1882 година е директор на Мелнишката гръцка гимназия, от 1884 до 1885 преподава в Солунската гръцка мъжка гимназия, а от 1885 до 1888 година преподава в Сярската гимназия, като в периода 1888 - 1890 е неин директор. В периода 1893 - 1894 година работи като учител в Одрин, на следната учебна 1895 - 1896 година е учител в училището Бакио в Корча. Връща се в Сяр, където преподава от 1896 до 1900 година. След това Филактос отива в Пловдив, където преподава в гръцкото училище Зарифио в Мараша от 1900 до Антигръцките вълнения в 1906 година. След това за трети път се връща в Сяр в пика на българо-гръцкия четнически сблъсък в Източна Македония. Член е на гръцкия революционен комитет в Сяр до 1908 година.
От 1908 до 1911 година работи в Никозия като учител в Общокипърската гимназия и в Педагогическото училище, в 1911 – 1912 работи в Тива, в 1912 – 1913 в Ламия и в 1913 – 1921 година в Атина – първоначално в училището Варвакио, а по-късно в Макри. В края на кариерата си се завръща на поста директор на Общогръцката гимназия в Никозия.
Умира в 1924 година в Никозия. Името му носи улица в Сяр.